# Havdalsfjellet
Havdalsfjellet je nevelké pohoří ve středním Norsku v kraji Trøndelag. Rozkládá se mezi údolím Namdalen s páteřní norskou silnicí E6 na západě a švédskou hranicí na východě. Na jihu ho řeka Sanddøla odděluje od pohoří Blåfjella, na severu řeka Tunnsjøelva od pohoří Steinfjellet.
Nejvyšší vrchol je Heimdalhaugen (1159 m n. m.), následují Havdalsklumpen (1026 m) a Søre Grøndalsfjellet (950 m). Hory patří do systému Skand a jsou tvořeny velmi starými horninami z období kaledonského vrásnění. V okrajových údolích vedou silnice a najdeme zde řídce roztroušené osady, pohoří samo je neobydlené.